# 太閤 (名古屋市)
太閤（たいこう）は、愛知県名古屋市中村区の町名。現行行政地名は太閤一丁目から太閤五丁目。住居表示実施済み。

## 地理
名古屋市中村区東部に位置し、東は牧野町、西は太閤通・上米野町・郷前町、南は権現通・平池町、北は椿町・竹橋町に接する。
名古屋駅の南西にあり、町域北部は商業地、南部は住宅地となっている。

## 歴史

### 町名の由来
太閤通に由来する。「太閤」は中村区ゆかりの豊臣秀吉のことを指す。

### 沿革
- 1981年6月7日 - 以下の通り、中村区太閤一〜五丁目が成立[9]。
  - 一・三丁目 - 太閤通・平池町・牧野町の各一部
  - 二丁目 - 平池町の一部
  - 四丁目 - 上米野町・太閤通・牧野町の各一部
  - 五丁目 - 上米野町・郷前町・権現通・平池町・牧野町の各一部

## 世帯数と人口
2019年（平成31年）2月1日現在の世帯数と人口は以下の通りである。
| 丁目       | 世帯数    | 人口    |
| ---------- | --------- | ------- |
| 太閤一丁目 | 336世帯   | 497人   |
| 太閤二丁目 | 161世帯   | 287人   |
| 太閤三丁目 | 654世帯   | 1,672人 |
| 太閤四丁目 | 298世帯   | 531人   |
| 太閤五丁目 | 345世帯   | 661人   |
| 計         | 1,794世帯 | 3,648人 |

## 学区
市立小・中学校に通う場合、学校等は以下の通りとなる。また、公立高等学校に通う場合の学区は以下の通りとなる。なお、小学校は学校選択制度を導入しておらず、番毎で各学校に指定されている。
| 丁目       | 小学校                                    | 中学校               | 高等学校 |
| ---------- | ----------------------------------------- | -------------------- | -------- |
| 太閤一丁目 | 名古屋市立牧野小学校 名古屋市立米野小学校 | 名古屋市立黄金中学校 | 尾張学区 |
| 太閤二丁目 | 名古屋市立米野小学校                      | 名古屋市立黄金中学校 | 尾張学区 |
| 太閤三丁目 | 名古屋市立牧野小学校 名古屋市立米野小学校 | 名古屋市立黄金中学校 | 尾張学区 |
| 太閤四丁目 | 名古屋市立牧野小学校 名古屋市立米野小学校 | 名古屋市立黄金中学校 | 尾張学区 |
| 太閤五丁目 | 名古屋市立牧野小学校 名古屋市立米野小学校 | 名古屋市立黄金中学校 | 尾張学区 |

## 主な施設
- ホテルパレス名古屋
- JR東海社宅・名古屋フラット
- 名古屋セントラル病院
- マックスバリュ太閤店
- 日本年金機構中村年金事務所
- 名古屋中村税務署
- 名古屋朝鮮初級学校
- 平池保育園
- 大誠寺
- 観音寺
- 牧野神明社
- 厳島神社
- 牧野コミュニティセンター
- 米野コミュニティセンター
- 安兵衛青果
- ヤマシタサイクル
- 寿司・仙石ずし
- お好み焼き・一茶
- サタケデンキ
- 銭湯・地蔵湯

## 交通
- 愛知県道68号名古屋津島線（太閤通）
- 名古屋市道椿町線（2018年9月16日に全線開通した。）

## その他

### 日本郵便
- 郵便番号 : 453-0801[4]（集配局：中村郵便局[12]）。